# Yury Yershov
Yuri Leonidovich Ershov ou Yershov (Юрий Леонидович Ершов; Novosibirsk, 1 de maio de 1940) é um matemático soviético e russo.
Foi palestrante convidado do Congresso Internacional de Matemáticos em Moscou (1966: Elementary theories of fields) e em Nice (1970: 'La theorie des enumerations).

## Publicações selecionadas
- Definability and Computability. [S.l.: s.n.] 1996
- Multi-Valued Fields. [S.l.: s.n.] 2001
- «Local class field theory». St. Petersburg Math. J. 15: 837–846. 2004. MR 2044630
- «Tame and purely wild extensions of valued fields». St. Petersburg Math. J. 19: 765–773. 2008. MR 2381943